# Hans Arp
Hans Peter Wilhelm Arp, známý také jako Jean Arp, (16. září 1886 Štrasburk – 7. června 1966 Basilej) byl německo-francouzský sochař, malíř, ilustrátor a básník. Byl členem uměleckého směru zvaného dadaismus.

## Život
Jeho matka byla z Alsaska, otec Němec. Narodil se v období po francouzsko-pruské válce, kdy byla oblast, známá jako Alsasko-Lotrinsko, zabrána Německem. Jakmile se na konci první světové války Alsasko vrátilo pod vládu Francie, musel si podle francouzských zákonů změnit jméno na Jean Arp.
V roce 1904, když skončil své studium na École des Arts et Métiers ve Štrasburku, odjel do Francie, kde poprvé publikoval své básně. V letech 1905–1907 studoval výtvarnou školu v německém Výmaru, a v roce 1908 se opět vrátil do Paříže, kde navštěvoval Julianovu akademii.
V roce 1916 se ve švýcarském Curychu stal zakladatelem hnutí dada. V roce 1920, spolu s Maxem Ernstem, a společenským aktivistou Alfredem Grünwaldem, založil Dada v Kolíně nad Rýnem. Jeho práce se objevovaly i na prvních surrealistických výstavách (1925) v galerii Pierre v Paříži. Se surrealismem se později rozešel.
Od 30. let 20. století až do konce svého života publikoval eseje a básně. V roce 1942 utekl ze svého domu v Meudonu na okraji Paříže kvůli nacistické okupaci. V Curychu zůstal až do konce 2. světové války. Později navštívil New York, kde v roce 1949 uspořádal výstavu v Buchholzově galerii.

## Fotogalerie

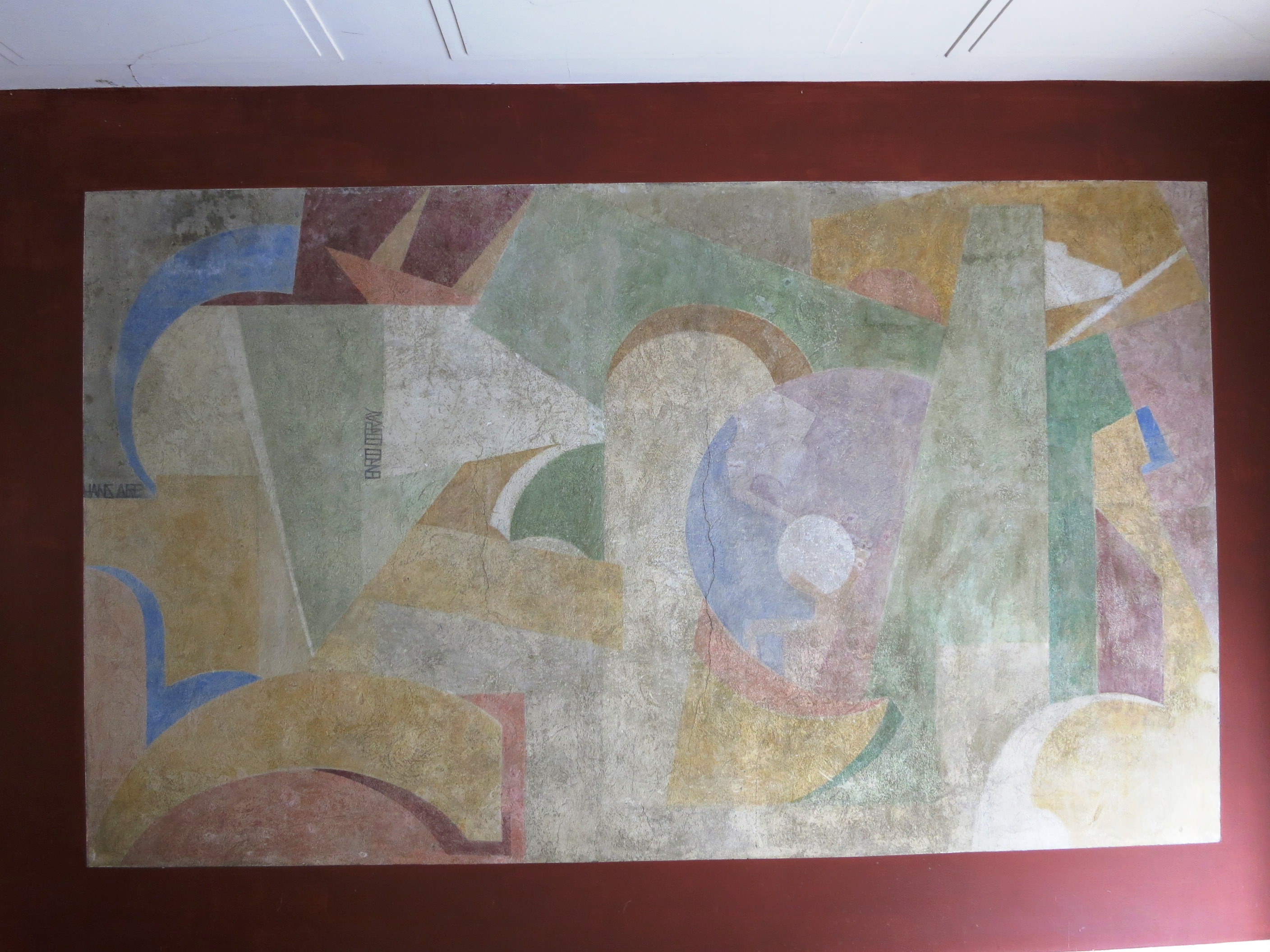
Dílo Hanse Arpa (1915)
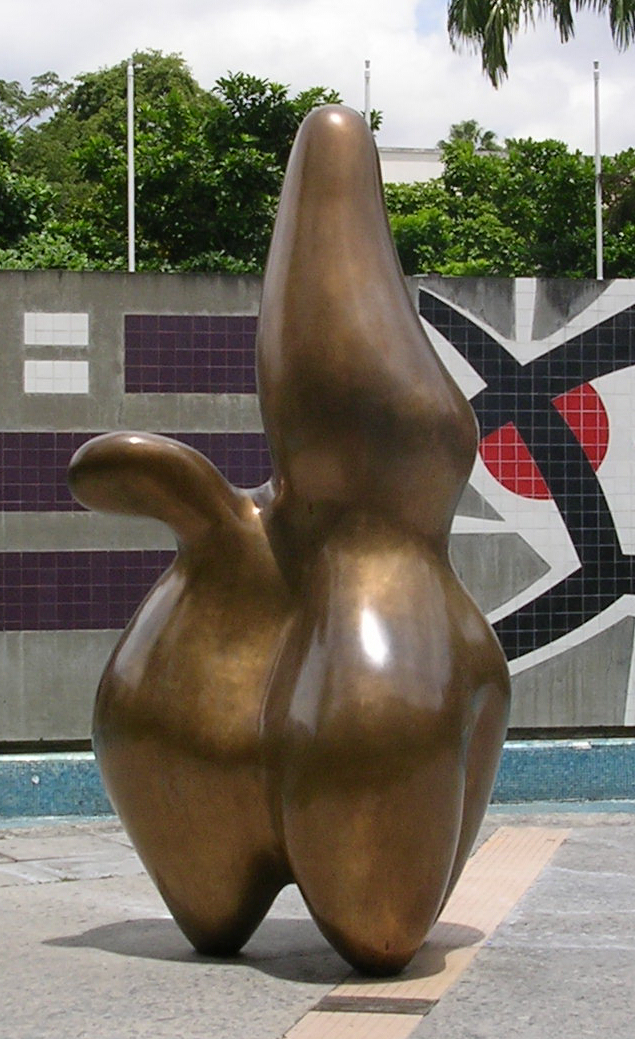
Berger des Nuages, 1953, Univerzitní město v Caracasu
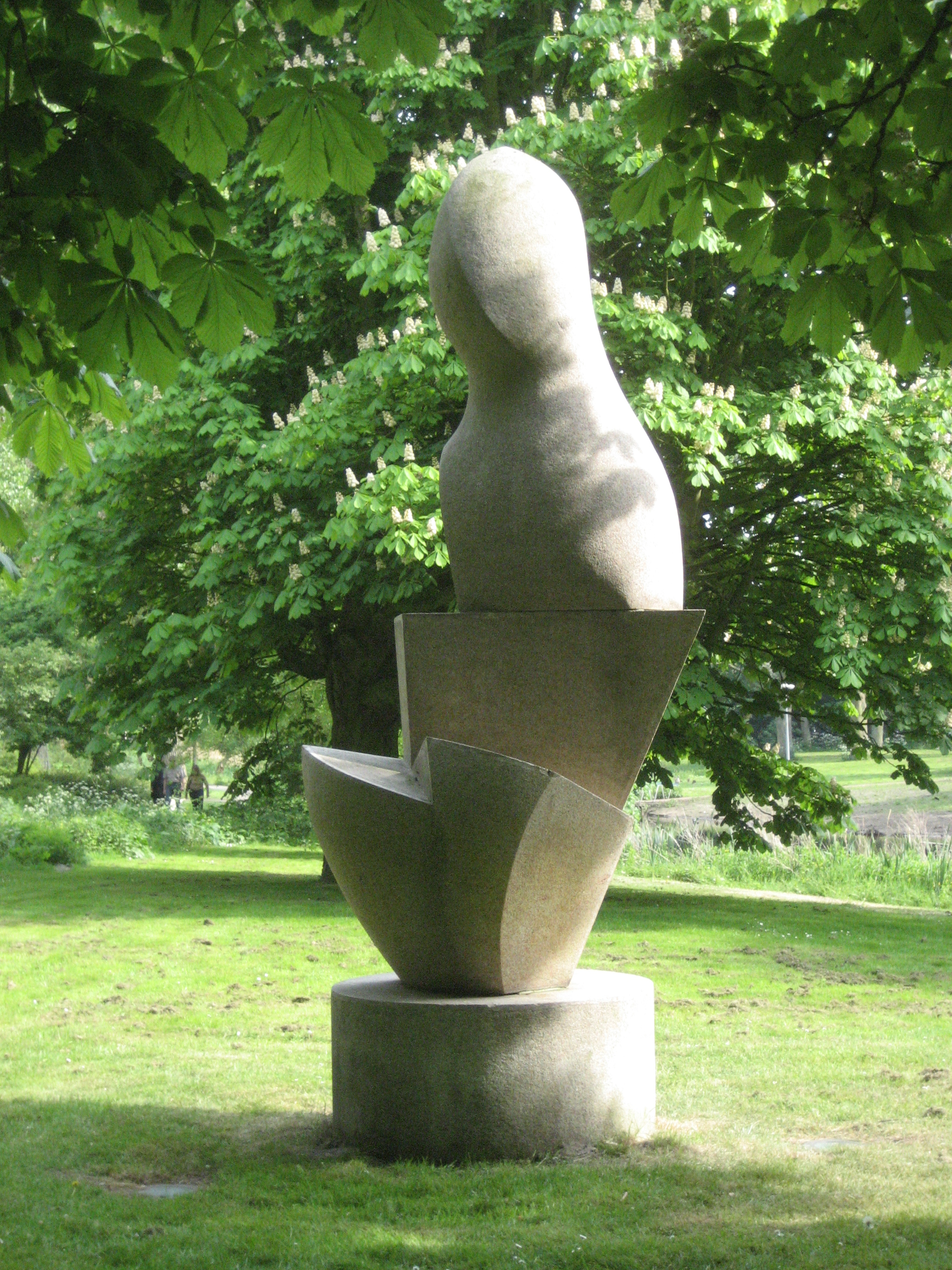
Scrutant l'horizon, 1967, Haag
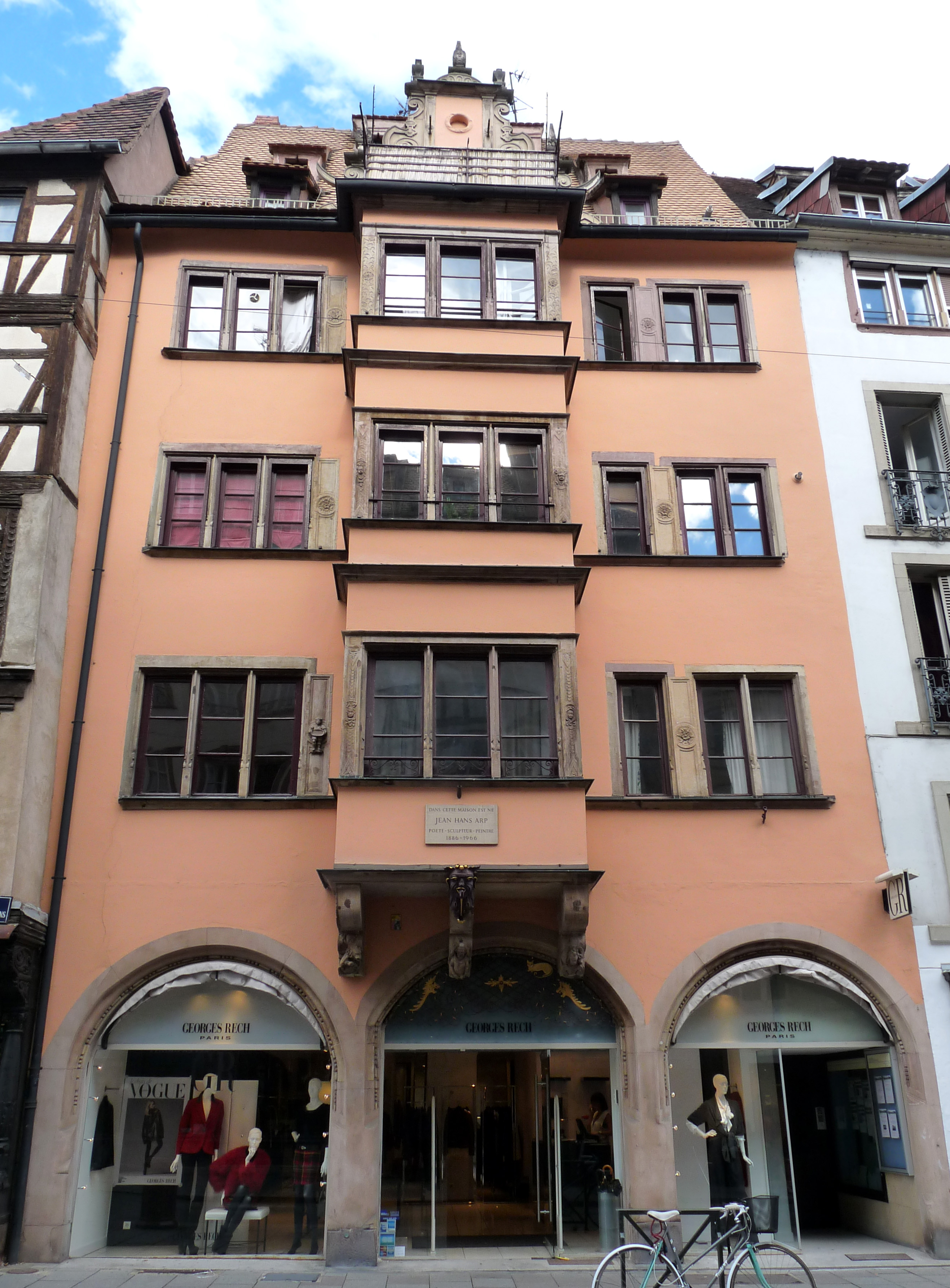
Rodný dům Hanse Arpa ve Štrasburku (1)
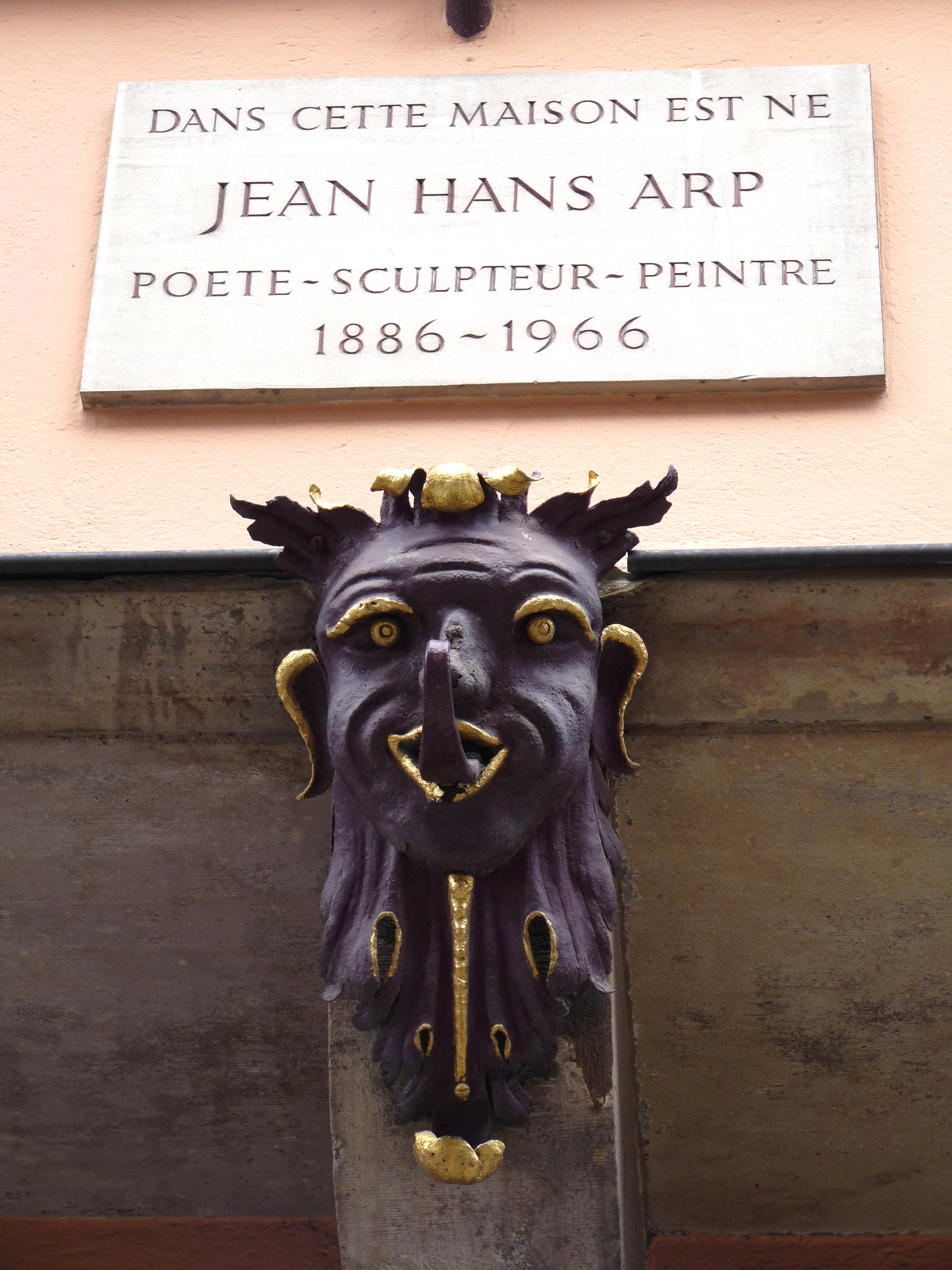
Rodný dům Hanse Arpa ve Štrasburku (2)

## Dílo